# Rallicula
Rallicula és un gènere d'ocells de la família dels sarotrúrids (Sarothruridae) que habita zones humides i boscoses de Nova Guinea.

## Taxonomia
Segons la classificació del Congrés Ornitològic Internacional (versió 2.11, 2011) aquest gènere està format per 4 espècies, si bé sovint a diverses classificacions s'inclouen a Rallina.
- rasclet de Forbes (Rallicula forbesi).
- rasclet llistat (Rallicula leucospila).
- rasclet de Mayr (Rallicula mayri).
- rasclet bru (Rallicula rubra).